# Tage Sundström
Tage Valdemar Sundström, född 12 januari 1931, död 29 augusti 2020 i Umeå, var en svensk ishockeyspelare.
Sundström representerade under sin karriär IFK Umeå (1956–1957), Skellefteå AIK (1957–1958) och IFK Umeå igen (1958–1959).
Han var bror till ishockeyspelarna Elon och Kjell Sundström, och farbror till Peter och Patrik Sundström.